# Viadana azteca
Viadana azteca är en insektsart som först beskrevs av Henri Saussure och Francois Jules Pictet de la Rive 1898.  Viadana azteca ingår i släktet Viadana och familjen vårtbitare. Inga underarter finns listade i Catalogue of Life.